# 沙龙维尔
沙龙维尔（法語：Charonville，法語發音：[ʃaʁɔ̃vil]）是法国厄尔-卢瓦省的一个市镇，属于沙特尔区。

## 地理
沙龙维尔（48°16'50"N, 1°18'14"E）面积9.66 平方千米，位于法国中央-卢瓦尔河谷大区厄尔-卢瓦省，该省份为法国北部内陆省份，北起顺时针与厄尔省、伊夫林省、埃松省、卢瓦雷省、卢瓦-谢尔省、萨尔特省和奧恩省接壤。
与沙龙维尔接壤的市镇（或旧市镇、城区）包括：埃波特罗勒、布朗丹维尔、小埃默农维尔、索姆赖。

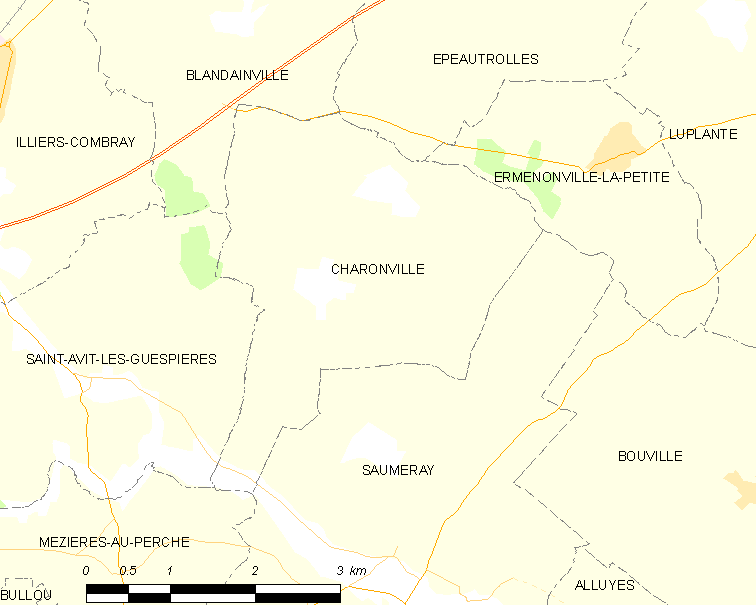
沙龙维尔的OSM定位图

沙龙维尔的时区为UTC+01:00、UTC+02:00（夏令时）。

## 行政
沙龙维尔的邮政编码为28120，INSEE市镇编码为28081。

## 政治
沙龙维尔所属的省级选区为伊利耶孔布赖县。

## 人口

1962-2008年间沙龙维尔人口变化图示

沙龙维尔于2022年1月1日时的人口数量为298人。